# Hamiltoniano molecular
Na física atômica, molecular e óptica e na química quântica, o hamiltoniano molecular é o operador hamiltoniano que representa a energia dos elétrons e núcleos de uma molécula. Esse operador e a equação de Schrödinger associada desempenham um papel central na química e na física computacional para calcular propriedades de moléculas e agregados de moléculas, como condutividade térmica, calor específico, condutividade elétrica, propriedades ópticas e magnéticas e reatividade.
O Hamiltoniano molecular é uma soma de vários termos: seus principais termos são as energias cinéticas dos elétrons e as interações Coulomb (eletrostática) entre os dois tipos de partículas carregadas.  O Hamiltoniano que contém apenas as energias cinéticas dos elétrons e núcleos, e as interações de Coulomb entre eles, é conhecido como Hamiltoniano de Coulomb. Nele faltam alguns termos pequenos, a maioria dos quais são devidos a spin eletrônico e nuclear.